# La squadra di Marco
La squadra di Marco (Team Marco) è un film del 2019 diretto da Julio Vincent Gambuto.

## Trama
Marco è un undicenne di Staten Island appassionato di videogame, che non si stacca mai dal suo iPad e rifiuta la vita sociale. Il nonno di Marco rimasto vedovo, si trasferisce a casa del ragazzo e riesce finalmente a convincerlo ad uscire di casa. 
Marco viene introdotto ai vecchi giocatori di bocce italiani del quartiere e scopre grazie al nonno la bellezza della vita all'aperto e il valore dell'amicizia. Marco finirà per creare una propria squadra di bocciatori che sfiderà la squadra del nonno.

## Accoglienza

### Critica
Sul New York Times, Teo Bugbee sottolinea il contrasto tra l'atmosfera calda del film e la fredda immaturità di Marco, la cui vita è il riflesso di una infanzia poco genuina con la quale è difficile empatizzare. Sull'aggregatore di critiche Rotten Tomatoes, il film ha ricevuto il 57% di critiche positive, mentre su IMDb il film ha ottenuto un punteggio di 6,3 su 10.